# Nierówność Erdősa

Twierdzenie Erdősa, nierówność Erdősa – twierdzenie geometrii elementarnej, opublikowane bez dowodu jako hipoteza w 1935 roku w czasopiśmie American Mathematical Monthly przez Paula Erdősa:
Dla dowolnego punktu {\displaystyle O} leżącego wewnątrz trójkąta {\displaystyle \Delta ABC} zachodzi nierówność:
{\displaystyle x+y+z\geq 2(a+b+c)}
gdzie {\displaystyle x,\,y,\,z} są odległościami punktu {\displaystyle O} od wierzchołków trójkąta, natomiast {\displaystyle a,\,b,\,c} są odległościami punktu {\displaystyle O} od prostych zawierających boki trójkąta.
Dowód twierdzenia opublikowany został dwa lata później przez Louisa Mordella i stąd twierdzenie to znane jest również jako twierdzenie Erdősa-Mordella.
Dowód Mordella nie był elementarny – pierwszy elementarny dowód podano dopiero w roku 1956. Od tego czasu pojawiło się kilka kolejnych elementarnych dowodów, a sama nierówność została uogólniona.